# 翟俊杰
翟俊杰（1941年10月8日—:60），男，生于河南省开封县，中国电影导演、编剧、制作人，八一电影制片厂一级导演。

## 生平
翟俊杰出生于河南省开封县的一个知识分子家庭。父亲翟保华。中学二年级时，曾报考北京电影学院表演系，未被录取。1958年参加工作，在河南人民广播电台学习无线电。业余时，翟俊杰在担任电台播音员的四姑母育华辅导下，学习表演。1959年参军，成为西藏军区政治部文工团演员。与黄宗江相识。1963年9月，考入解放军艺术学院戏剧系:60。
解放军艺术学院毕业后，分配到解放军报社文化处任记者、编辑。翟俊杰因编发高玉寶的文章，受到“四人帮”围剿。1971年，在山西“五七干校”劳动，他与黄宗江重逢。1976年，经黄宗江推荐，调入八一电影制片厂。先后任编剧、文学部主任兼《八一电影》杂志主编、导演:61。
作为中国第四代导演，他主要拍摄军事题材战争片。1986年执导个人首部电影《血战台儿庄》。1991年作为战争片《大决战2：淮海战役》的导演之一获得第12届金鸡奖最佳故事片和最佳导演奖。2003年执导的《惊涛骇浪》获得第23届金鸡奖最佳故事片。2005年获得“国家有突出贡献电影艺术家”荣誉称号。2023年获得第36届中国电影金鸡奖终身成就奖。

## 影视作品
- 1986年电影《血战台儿庄》（翟俊杰和杨光远联合导演）
- 1988年电影《共和国不会忘记》，导演、编剧、主演[1]:61
- 1991年电影《大决战1：辽沈战役》（上、下），导演之一[1]:61
- 1991年电影《大决战2：淮海战役》（上、下），导演之一[1]:61
- 1991年电影《大决战3：平津战役》（上、下），导演之一[1]:61
- 1993年电影《飞越、飞越》，导演[1]:61
- 1993年电影《金沙水拍》，导演[1]:61
- 1995年8集电视剧《七战七捷》，导演[1]:61
- 1996年电影《长征》（上、下），编剧之一[1]:61
- 1997年电影《挺立潮头》，导演[1]:61
- 1998年30集电视剧《眉开眼笑》，导演[1]:61
- 1998年25集电视剧《西藏风云》，导演[1]:61
- 1999年电视剧《咱老百姓·电梯上的故事》，导演[1]:61
- 2000年18集电视剧《冰糖葫芦》，导演[1]:61
- 2003年电影《惊涛骇浪》，导演
- 2004年电影《我的法兰西岁月》，导演
- 2006年电影《我的长征》，导演[5]
- 2010年25集电视剧《赵丹》，导演
- 2011年电影《雪岭上的雕像》，导演
- 2014年电影《一号目标》，导演

## 获奖
- 《共和国不会忘记》：获得第12届大众电影百花奖最佳故事片
- 《大决战2：淮海战役》：获得第12届金鸡奖最佳导演（几位导演集体创作）
- 《惊涛骇浪》：获得第23届金鸡奖最佳故事片，华表奖优秀故事片一等奖、优秀导演奖
- 《我的长征》：获得第26届金鸡奖评委会特别荣誉奖